# Paratdih
Paratdih é uma vila no distrito de Giridih, no estado indiano de Jharkhand.

## Demografia
Segundo o censo de 2001, Paratdih tinha uma população de 6643 habitantes. Os indivíduos do sexo masculino constituem 51% da população e os do sexo feminino 49%. Paratdih tem uma taxa de literacia de 42%, inferior à média nacional de 59,5%: a literacia no sexo masculino é de 52% e no sexo feminino é de 32%. Em Paratdih, 22% da população está abaixo dos 6 anos de idade.